# Santa Domenica Talao
Santa Domenica Talao – miejscowość i gmina we Włoszech, w regionie Kalabria, w prowincji Cosenza.
Według danych na koniec roku 2016 gminę zamieszkuje 1251 osób, co daje gęstość 34,6 os./km².